# Heston (Royaume-Uni)
Pour les articles homonymes, voir Heston.
Heston est un quartier londonien à l'ouest de Londres, dans le Borough londonien d'Hounslow. Heston fait partie de la zone de développement du grand Londres, mais origine d'un ancien village de paysans situé à 17,4 km à l'ouest du centre de Londres.

## Histoire

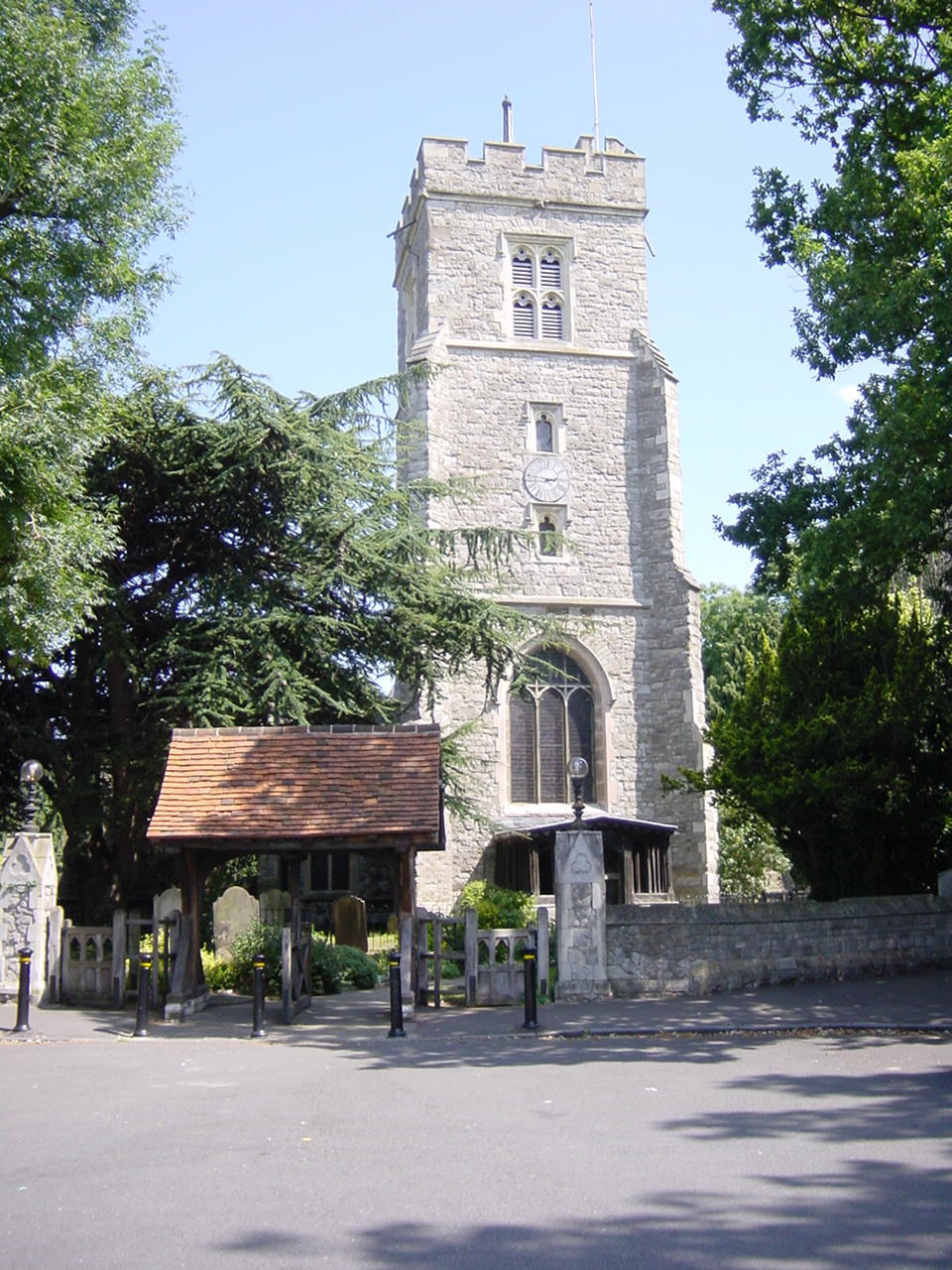
Saint Leonard's Church à Heston, où Joseph Banks est enterré.

Le village de Heston, dont une charte d'Henri II, lui donne le nom de Hestune, ce qui signifie "enclosed settlement".
Avant 1229, Heston faisait partie de la paroisse de Gistleworth (Isleworth) avant d'être prise par Henri III, qui l'a ensuite accordée au comte de Cornwall. Après la mort d'Henri III en 1316, Heston était détenue par la Couronne, et plus tard par les gardiens de l'Hôpital St Giles, avant d'être remise à Henry VIII lors de la dissolution des monastères. Élisabeth I a accordé à Heston Sir Thomas Gresham, et, après avoir mangé du pain fabriqué à partir de blé cultivé localement, a insisté sur un approvisionnement pour son usage personnel.
La séparation de Isleworth dans le XIVe siècle a donné aux habitants un sentiment d'indépendance de leurs voisins du Sud, avec lesquels ils se querellaient souvent.

## Écoles
Il y a cinq écoles primaires de Heston : Berkley, l'école catholique de Rosary, Westbrook, Springwell et Heston. Heston est également une école secondaire.

## Transport
L'aérodrome d'Heston est opérationnel entre 1929 et 1947. En septembre 1938, le Premier ministre britannique, Neville Chamberlain, a volé d'Heston en Allemagne trois fois en deux semaines pour des entretiens avec Adolf Hitler, et il est retourné à Heston de la Conférence de Munich avec le papier de Paix.
Des lotissements et des industries ont été construits sur une partie de la zone de l'aérodrome, et de l'autoroute M4 traverse le site de l'aérodrome et à l'ouest un parcours de golf de 18 trous a été construit.

## Personnes liées à la commune
- Joseph Banks (1743-1820), botaniste et explorateur de l'Australie, est enterré dans l'église de Heston.
- Ritchie Blackmore, guitariste du groupe de rock Deep Purple et Rainbow (groupe), a grandi à Heston.
- Anthony Collins (1676-1729), philosophe, né à Heston
- Ernest John Moeran (1894-1950) compositeur, né à Heston
- Jimmy Page, guitariste du groupe Led Zeppelin, né à Heston
- Ellen Willmott (1858-1934) horticulture, né à Heston.